# West Papua Liberation Organisation
Die West Papua Liberation Organization (WPLO) ist eine Befreiungsbewegung, die sich für die Unabhängigkeit Westpapuas von Indonesien einsetzt. Sie propagiert die 1971 ausgerufene, aber international nicht anerkannte Republik Westpapua. Sitz der Organisation ist Manokwari in West Papua. Die WPLO vertritt die Interessen der Papua auf internationaler Ebene.

## Geschichte
Die WPLO wurde an der University of Paradise Bird's Boarding House Unit II A von Studenten und unter der Initiative von John Anariam am 22. Juli 2002 gegründet. Zunächst hieß die Organisation Youth and Students Association of Indigenous West Papuans (West Papua Indigenous Students and Youth, AWPISY). AWPISY benannte sich 2008 in WPIO (West Papua Indigenous Organization) und später in WPLO (West Papua Liberation Organization) 2009 um. Die WPLO ist eng verbunden mit lokalen Kirchen in Westpapua und teilweise unterstützen Pastoren die Unabhängigkeitsbestrebungen. Während früher den einheimischen Volksgruppen der Papuas die Ausübung traditioneller Bräuche häufig von Missionaren verboten wurde, sind die Kirchen heute zunehmend Bewahrer der traditionellen Kultur Papuas.

## Mission
Selbst bezeichnet die WPLO ihre Mission wie folgt:
WPLO (WEST PAPUA LIBERATION ORGANIZATION) is one organisation to promote west-papuas people rights to self determination according to international covenant on civil & political right.

## Weblink
- Website von WPLO